# Дійково
Дійково (рос. Дийково) — присілок в Бабаєвському районі Вологодської області.
Входить до складу Пожарського сільського поселення, з точки зору адміністративно-територіального поділу — до Пожарської сільради.
Відстань по автодорозі до районногу центра Бабаєво — 72 км, до центра муніципального утворення сел Пожара — 2 км. Найближчі населені пункти — Огризово, Пожара, Суворово.
По перепису 2002 року населення — 83 особи (43 чоловіки, 40 жінок). Переважна національність — росіяни (96 %).